# Macrosphenus pulitzeri
Macrosphenus pulitzeri là một loài chim trong họ Macrosphenidae.